# Robert Kraft (astronomo)
Robert Paul Kraft (Seattle, 16 giugno 1927 – Santa Cruz, 26 maggio 2015) è stato un astronomo statunitense.
È stato un pioniere nello studio delle variabili cefeidi, delle novae e nell'evoluzione chimica della Via lattea.
Ha lavorato per 10 anni, dal 1981 al 1991, come direttore dell'Osservatorio Lick, è stato presidente dal 1972 al 1974 dell'American Astronomical Society e dal 1997 al 2000 dell'Unione Astronomica Internazionale.
Gli è stato dedicato l'asteroide 3712 Kraft.

## Onorificenze
- Premio Helen B. Warner per l'Astronomia (1962)
- Henry Norris Russell Lectureship (1995)
- Bruce Medal (2005)